# La caduta (Camus)
La caduta è un romanzo di Albert Camus del 1956.
Il protagonista e narratore di questo romanzo, l'avvocato Jean-Baptiste Clamence, è l'emblema dell'uomo che vive nell'assurdo, la categoria filosofica utilizzata da Albert Camus per analizzare la condizione umana. Clamence è però ancora colui che si rassegna alla vita assurda, che non la combatte (come accade nel caso dei protagonisti del romanzo La peste), ma che moltiplica la sua assenza di senso attraverso la ripetizione di atti privi di significato che lo portano a non distaccarsi mai dal perenne sentimento di ansia ed estraneità che la caratterizza.

## Trama
Jean-Baptiste Clamence è un brillante avvocato parigino, una persona dedita al benessere degli altri che si prodiga in innumerevoli buone azioni che lo rendono un uomo stimato dalla maggior parte dei suoi conoscenti. Durante un lungo monologo (o dialogo, che egli intrattiene con un ascoltatore cui non cede mai la parola e che può essere identificato con il lettore stesso), Clamence si rende conto che la sua vita è in realtà incentrata su se stesso, sul proprio egocentrismo e sul senso di superiorità nei confronti di chiunque che lo pervade.
Inoltre, mentre in pubblico mostra una maschera di virtù, in privato è un uomo dedito alla ripetizione continua e frustrata dei più disparati piaceri, dall'alcol alle donne. Resosi così conto della fondamentale duplicità della sua esistenza e della sua persona, decide di abbandonare la professione e di trasferirsi ad Amsterdam, facendo del bar Mexico City il suo nuovo "studio".
In quel luogo, egli cerca di far confessare e redimere i suoi uditori, assumendo il ruolo di profeta, pur essendo ben consapevole di essere un falso profeta, portando così le persone a provare ogni sorta di colpevolezza. La sua nuova condotta, però, non è un caso esemplare di redenzione, ma appunto una caduta, poiché Clamence ha invero abbandonato la maschera di duplicità che si era reso conto di indossare: ciò non avviene rendendosi migliore, bensì abbandonando quella compassione di facciata che lo aveva contraddistinto in precedenza, annullando in questo modo quei valori che riescono a tenere insieme la società basata sulle apparenze additata dallo scrittore.
Il nocciolo della nuova filosofia di vita del protagonista al Mexico City è quello del giudice-penitente. Essa consiste nel confessare a chiunque le proprie colpe (vere o fittizie), in modo da costringere l'ascoltatore a pensare di aver commesso egli stesso le medesime colpe: in questo modo, accusando se stesso, riesce a rendere colpevole l'umanità intera; ecco quindi che, partendo dalla posizione di penitente, egli diventa giudice.

## Edizioni
- La caduta. L'esilio e il regno, traduzione di Sergio Morando, Milano, Bompiani, 1958.
- La caduta, IX edizione ed., collana Tascabili, Bompiani, 2006,  p. 82, ISBN 88-452-4654-X.